# Mahanoro
Mahanoro är en ort i Madagaskar.   Den ligger i regionen Atsinananaregionen, i den centrala delen av landet, 170 km sydost om huvudstaden Antananarivo. Mahanoro ligger 3 meter över havet och antalet invånare är 39 879.
Terrängen runt Mahanoro är platt. Havet är nära Mahanoro österut.  Det finns inga andra samhällen i närheten. 